# Clinopodium umbrosum
Clinopodium umbrosum — вид квіткових рослин з родини глухокропивових (Lamiaceae).

## Біоморфологічна характеристика
Багаторічник. Стебла висхідні, 30–60 см, запушені, рідко ворсисті. Листки яйцеподібні, клинуваті чи клиновато-округлі біля основи, помітно пилчасті. Чашечка 6–7.5 мм, рідко волосиста, нижні зубці 2.2–2.6 мм, верхні 0.7–1 мм. Віночок 7–10 мм, блідо-пурпуровий, рідко білий, в 1.5 раза довий за чашечку. Квітує у серпні й вересні.

## Поширення
Росте у Євразії від Туреччині до М'янми.
Росте на скелястих схилах, тінистих берегах.

## Синоніми
- Calamintha biebersteinii K.Koch ex Ledeb.
- Calamintha nepalensis Fisch. & C.A.Mey.
- Calamintha umbrosa (M.Bieb.) Rchb.
- Faucibarba umbrosa (M.Bieb.) Dulac
- Melissa umbrosa M.Bieb.
- Satureja umbrosa (M.Bieb.) Greuter & Burdet
- Thymus umbrosus (M.Bieb.) Spreng.